# Luka Anđušić
Luka Anđušić (in serbo Лука Анђушић?; Belgrado, 3 settembre 1994) è un cestista serbo.